# 佐久良橋

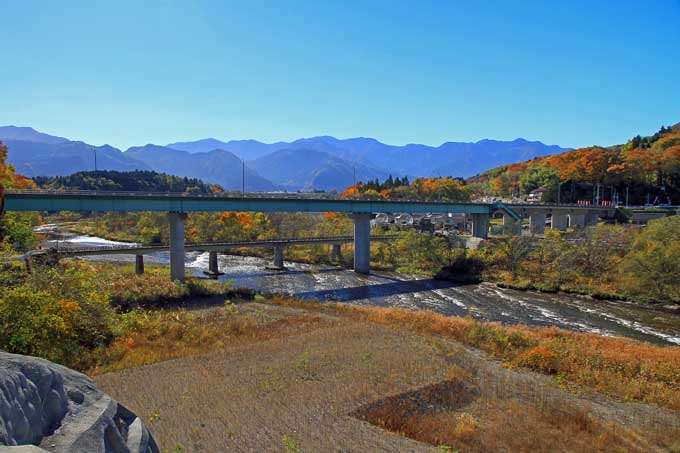
佐久良橋と櫻橋（2014年11月）

佐久良橋（さくらばし）は埼玉県秩父市別所と同近戸町の間で荒川に架かる秩父市道幹線51号の橋である。
すぐ上流側に佐久良橋の旧橋である櫻橋（さくらばし）が秩父市道中央625号の橋として架かる。

## 概要
本橋は荒川河口から124.1キロメートルの位置に架かり、1994年開通の新橋である佐久良橋は、総延長278.0メートルの鋼・PC混合橋で、右岸側の鋼橋は橋長168.9メートル、総幅員10.75メートル、有効幅員9.75メートル(車道7.25メートル、歩道2.50メートル、縁石の幅0.25メートル含む）、最大支間長58.0メートルの3径間の連続鋼鈑桁橋である。支間割りは55.0メートル、58.0メートル、55.0メートルである。橋の高さは水面から18メートルである。照明灯は9基設置されている。歩道は下流側のみに設置されている。その歩道の中ほどに橋から下りる階段が設置されている。車道には1.5パーセント、歩道には2パーセントの横断勾配がつけられている。左岸側は橋長109.1メートルで鋼橋と同様の幅員を持ち、やや左向きにカーブした曲線橋で6径間のPC橋である。高欄には桜やチチブイワザクラのパネルが随所に設置されている。橋の管理者は秩父市である。
橋は両岸で高低差の異なる河岸段丘面どうしを結ぶように架けられているため、右岸側と左岸側に高低差があり、市街地側に向けて緩い登りの縦断勾配のある橋で、橋の東詰を東に進むと御花畑駅と西武秩父駅の間を通り、国道140号の秩父地方庁舎入口交差点に至る。西武観光バスのミューズパーク線の走行経路に指定されている。右岸寄りのバス停は「佐久良橋」バス停が最寄り。
一方の1959年開通の旧橋である櫻橋は別所地区の生活道路の橋で、橋長132.8メートル、総幅員4.0メートル、有効幅員3.5メートルの三径間連続桁を二本繋げた形の6径間のRC(鉄筋コンクリート）連続桁橋で、架設当時の失業対策事業による手作りの橋である。欄干の意匠は異なるが下流側に同時期に架けられた武之鼻橋とよく似た外見をしている。通行制限があり、重量制限も武之鼻橋と同様の2.0トンで、その旨を示す標識が橋詰に設置されている。幅員が3.5メートルと狭いので橋は交互通行だが、橋の中央部に行き違いのため幅員がやや広くなっている箇所が設けられている。荒川の河床低下に伴う橋脚基礎のフーチング（底版）の露出が見られる。荒川の流路沿いの低地に架けられた橋で、取り付け道路は左岸側が直線的な線形に対し、右岸側は高低差の大きい段丘崖に接し、その地形に沿うようにクランク状に屈曲した線形および縦断勾配を有している。橋の管理者は秩父市である。橋を通る路線バスやコミュニティバスなどの公共交通機関は設定されていない。
佐久良橋は橋の全長は278.0メートルで秩父市管理の市道の橋梁としては最長である。

## 歴史

### 桜の渡し

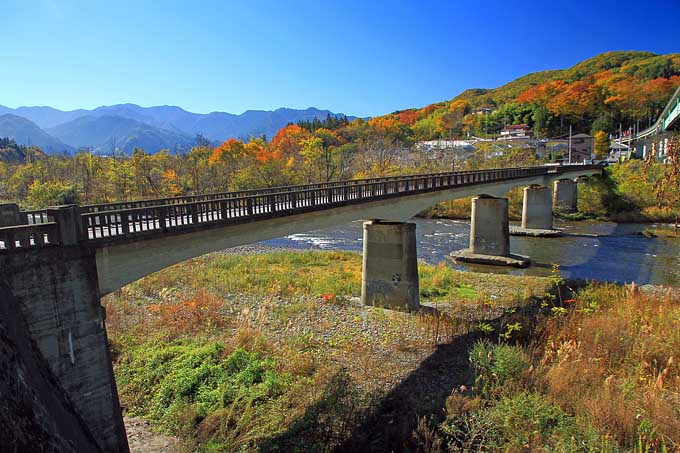
櫻橋（2014年11月）

1897年（明治30年）に下別府地区（旧別所村）と旧大宮郷の便を図るため「桜の渡し」と呼ばれた渡し場が、現在の櫻橋が架かっている場所のやや上流の位置に新設された。渡船は両岸からワイヤーロープを張り、そのロープと船を繋いだ鉄製の和船の繰り船を運航し、渡船の利用者がロープを手で繰ることで対岸とを行き来していた。冬場の減水期は仮橋を架設していた。この渡し場はさらに上流に位置する「蛤の渡し」と同様に死人および遺骨と喪主は乗船できなかったと言われている。なお、蛤の渡しは1752年（宝暦2年）に開設され、第二次世界大戦後に中止された船1艘を有し、影森村と別所村が運営する私設の渡船場で、付近の別所側の川岸で蛤の化石が出土したことからその名が付けられた。秩父地方は大昔は海の底であった。
桜の渡しは1959年（昭和34年）に佐久良橋（現、櫻橋）の架設により廃止された。

### 1959年の橋

佐久良橋の基礎工事を行う別所部落民。モッコを担いでいる。

荒川左岸の別所地区は周囲に橋がなく陸の孤島のような場所で対岸へ渡るには巴川橋か秩父橋へ大きく迂回しなければならず、戦前から架橋が切望され、1936年（昭和11年）より架橋運動が行なわれていた。地元有志が架橋運動に没頭するあまり倒産する者も出た。戦後からの住民による地道な基金運動の末100万円を積み立て、1955年（昭和30年）春に「佐久良橋架橋期成同盟」が結成された。その情熱に打たれ、市議会は1955年秋の全員協議会の満場一致の協賛を得て架橋を決議し、佐久良橋は緊急失業対策法に基づいて労務省に申請し、秩父市の失業対策事業の一環として1956年度より工費1300万円の鉄筋コンクリート橋の架設と、その取り付け道路の工事を市の2ヵ年継続事業として実施される事となった。
それを受け、1956年（昭和31年）1月12日より橋の基礎工事に着手され、別所部落民も数十名が「勤労奉仕隊」を結成して工事に参加した。また、勤労奉仕隊以外の作業員は何れも失業した人たちで、一人240円の日当が支払われた。施工主は秩父市で、荒川本流をせき止めつつ基礎工事が行なわれた。1956年（昭和31年）5月15日には秩父市長らが案内の元倉石労働大臣や荒船代議士らが橋の架設現場を視察し、失対作業員や勤労奉仕隊を激励し、別所住民も万歳三唱で大臣を歓迎した。
1956年（昭和31年）10月1日より橋の架設に着手され、1957年（昭和32年）5月にかけて行われた。延長140メートル、幅員7.0メートルの左岸側取り付け道路の工事も1957年（昭和32年）度までに行われた。
1958年（昭和33年）度は延長520メートル、幅員5.0メートルの右岸側取り付け道路の内、358.64メートル区間の工事が行われた。
1958年（昭和33年）11月8日、橋の完工式が11時より挙行され、市長を始め関係者百数十名が出席した。式典は秩父神社神職による修祓や建設功労者の玉串拝礼等の神事ののち、三世代家族による渡り初めが行なわれた。
1959年（昭和34年）3月31日に橋が全面開通した。資材費は1041万8000円で取り付け道路を含めた総事業費は2400万円で国庫負担は1200万円であった。吸収人員は4万5223人にも上り、これほどまでに大規模な失業対策事業は全国初で、全国的に見ても他に類を見ないほどの規模と評価され、全国のモデルケースにもなった。あまりの規模の大きさに当時の主管大臣もその模様を視察するまでにもなった。市の失業対策事業は佐久良橋の架設の他にも街路・道路の整備や水道・排水路の整備や環境衛生事業（塵芥処理など）などが1953年（昭和28年）2月から行われ、経済状況の好転と共に段階的に規模を縮小しつつ1967年（昭和42年）にかけて実施されていた。
この橋は1965年（昭和40年）8月25日の台風の洪水によって洗掘（侵食）され、左岸側橋台の損壊や取り付け道路が崩落する被害が発生した。荒川の砂利乱掘が河道の変位および流速を上昇させ、その被害を助長させたとみられている。橋は四輪車以上の車両は通行止めになり、路線バスは武之鼻橋に迂回する措置が取られた。被災箇所に土嚢を積むなどの応急処置がなされ、1966年（昭和41年）2月に復旧工事に着手された。
失業者たちの汗の結晶ともいえる佐久良橋は川下に新橋である新佐久良橋が架けられた際に廃止も検討されたが、現在は櫻橋と名を変えて存続されている。今後橋の修繕が見込まれていることから、当面は新橋の架設や存在を理由とした橋の撤去は無いものと考えられる。
橋の床板の背面にコンクリートの剥落により内部の鉄筋の腐食や露出が見られるため、補修が望まれてたが、2017年（平成29年）9月より翌年3月まで櫻橋の補修工事が実施されている。施工は山口組が担当した。後日、2019年（令和元年）9月2日に秩父市より、令和元年度の秩父市優秀建設工事施工者として櫻橋補修工事およびその施工業者が表彰された。
コンクリートの劣化や鉄筋の腐食など橋が老朽化しているため、橋の両詰に標識や幅2.3メートルの車止めが設置され、2017年（平成29年）10月1日より重量制限が実施された。重量制限は6.0トンから2.0トンに引き下げられ、それ以上の車両の通行は禁止される。

### 1994年の橋

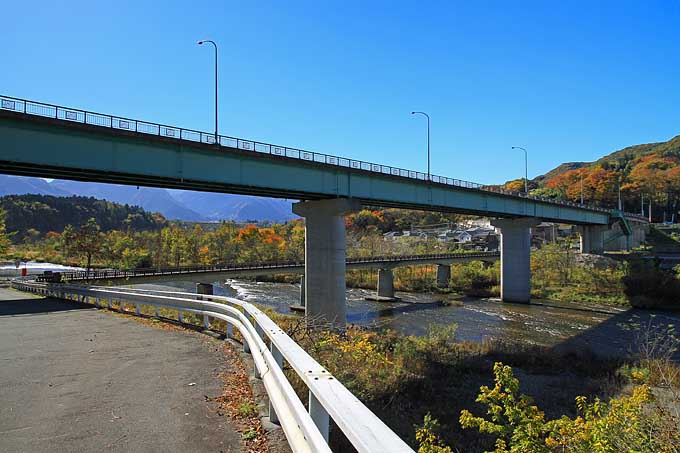
佐久良橋（2014年11月）

車社会化により朝夕の通勤時間帯を中心に橋が混雑するようになり、1984年（昭和59年）頃から住民から橋の架け替えの請願や陳情が繰り返された。そして佐久良橋が架橋から30年が経過し橋が老朽化した事と、片側交互通行ということもあって車両の大型化や増加する交通量に対応できず、時代にそぐわなくなったことから秩父市が事業主体となり、総工費8億7600万円をかけて新橋である新佐久良橋の架け換え事業に着手し、1987年（昭和62年）度より両岸の取り付け道路の用地買収に着手した。
1989年（平成元年）に橋の建設に着手され、旧橋の下流側である現在の位置に3径間連続非合成鋼鈑桁橋およびPCプレテンション方式T桁橋として架設された。
橋の施工は石川島播磨重工業（現、IHI）が担当し、架設工法として自走クレーンベント工法が用いられた。また、左右両岸に長さ130メートルの取り付け道路が新設された。橋は着工から6年後の1995年（平成7年）3月に竣工し、同年3月18日開通した。
開通式は地元国・県議会議員や土地提供者など関係者200人が出席し、先ず開通を祝う式典が行なわれ、次に交通安全祈願やテープカットやくす玉開披が執り行われた。そして3組の三世代家族による渡り初めが行われた。
橋は同日15時から一般供用が開始された。この橋の完成により荒川を隔てた右岸側と左岸側の地域との交通網の強化が図られ、別所地区における通勤、通学ラッシュの混雑緩和にも寄与した。現在はこの新佐久良橋を佐久良橋と呼ぶ。

## 周辺

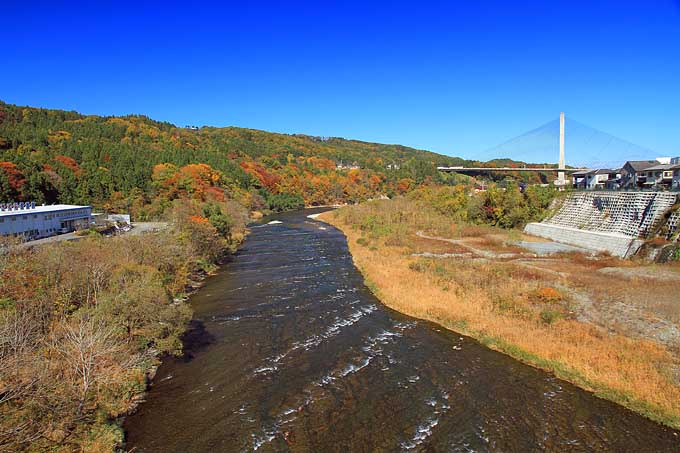
佐久良橋より下流方向を望む

周辺は河岸段丘域で両岸に段丘崖が見られる。右岸側の段丘崖は高低差が大きく、その段丘崖を上った段丘面上には秩父の市街地がある。河原は河道低下による護岸の洗掘現象や砂礫の固定化による樹林化（渓畔林）が見られる。
- 長岳山今宮坊 - 秩父札所14番
- 秩父市立花の木小学校
- 埼玉県立秩父高等学校
- 別所運動公園
  - 別所運動公園競技場
  - 別所運動公園野球場
- 秩父流水公園
- ちちぶキッズパーク
- 秩父市役所 水道部

## その他
- 秩父市は橋からの投身自殺が多く[38]、このような背景から市は主要な橋の高欄などに、橋からの投身自殺を防ぐ目的で「自殺予防標語入り看板」を設置することでその成果を上げていて[39]、佐久良もその対象になっている[40]。

## 風景

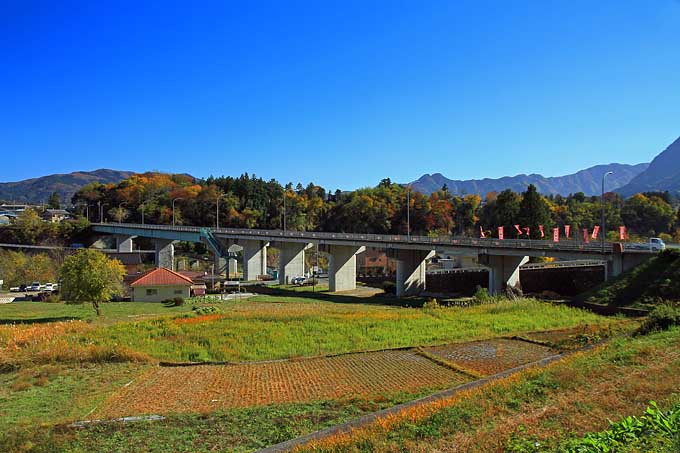
左岸下流側より望む。
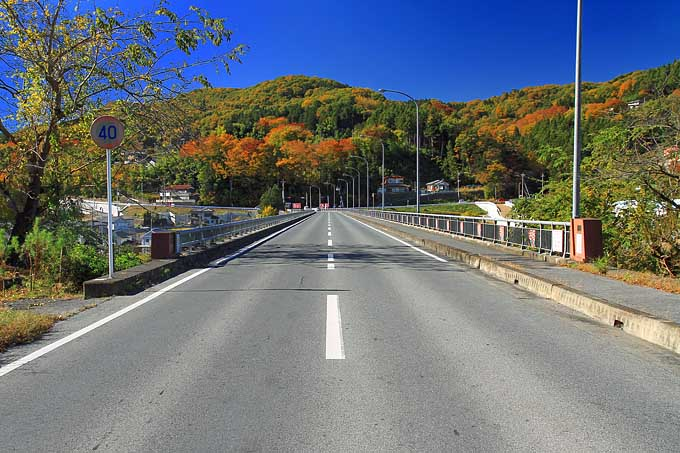
佐久良橋を右岸側橋詰より望む。
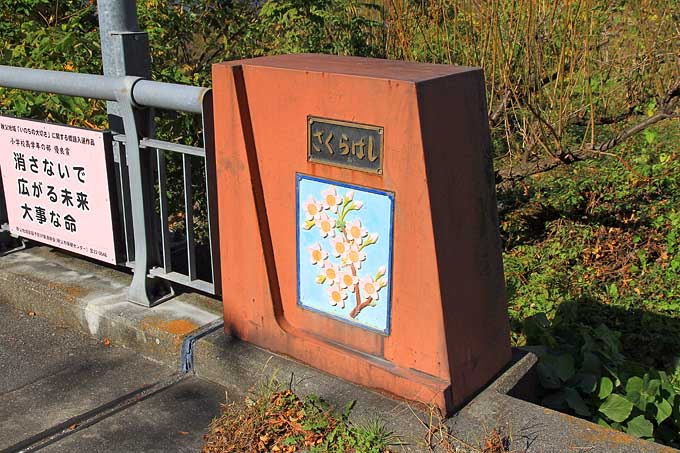
佐久良橋の親柱。桜の花が描かれている。
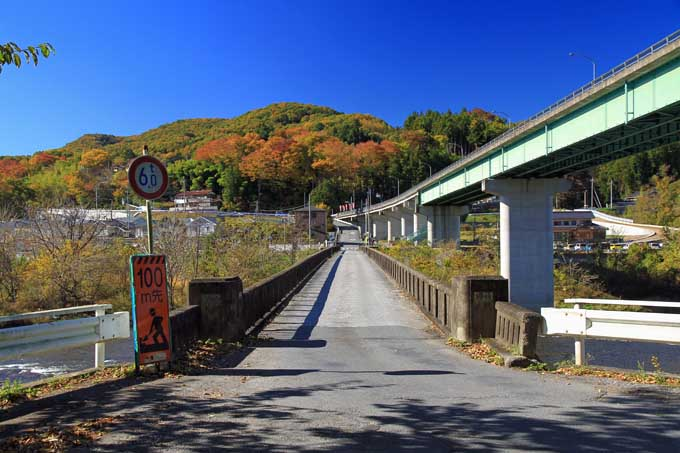
櫻橋の右岸側橋詰より望む。
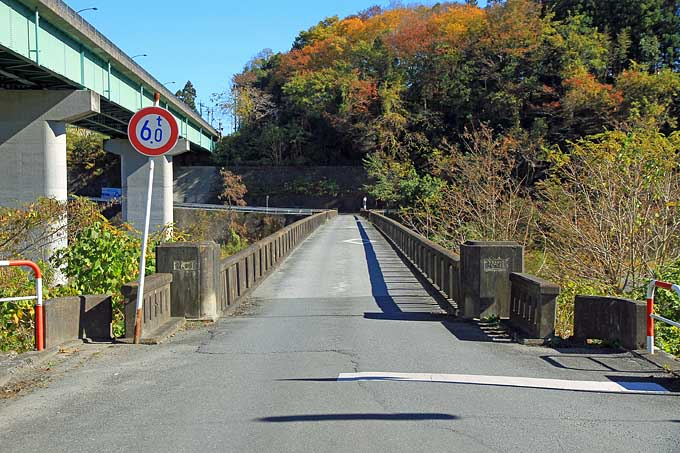
櫻橋の左岸側橋詰より望む。

## 隣の橋
- 荒川

（上流） - 巴川橋 - 櫻橋 - 佐久良橋 - 秩父公園橋 - 武之鼻橋 - （下流）